# Venice Queen
"Venice Queen" é uma canção da banda de rock Red Hot Chili Peppers a partir de seu álbum de 2002, By the Way, sendo a última música do álbum.  É dividida em duas partes, na primeira a canção tem uma introdução lenta de guitarra elétrica e depois com uma guitarra acústica. As duas partes diferem fortemente em seu estilo musical.  Kimberly Mack da Popmatters descreve essa mudança na canção como "O que era um processo lento, balada de médio-tempo se transforma em um espetáculo de rock psicodélico".  Ele também descreve os backing vocals do guitarrista John Frusciante como "assombrosamente belos". A canção também está presente no Live at Slane Castle.

## Composição
"Venice Queen" foi composta por Kiedis em homenagem a sua terapeuta Gloria Scott que ele conheceu durante uma reabilitação de drogas e que morreu logo depois que ele comprou-lhe uma casa em Venice Beach, Califórnia.Venice Queen vem de Queen = Rainha e Venice = nome da praia (Venice Beach, Los Angeles) onde Gloria passou o resto de sua vida, ou seja, “A rainha de Venice”.
No refrão, da música Anthony Kiedis diz: “G-L-O-R-I-A” (soletra o nome de Gloria), e também: “... is love my friend” (dizendo que ama sua amiga).
E na versão live da música (como visto no show em Slane Castle, por exemplo) AK diz no fim da música: “Goodbye” (adeus) e também diz: “So long” (até mais). Ou seja, Adeus, até daqui a pouco. Indicando que ele pretende encontrá-la onde ela estiver.

## Créditos
- Flea – baixo
- John Frusciante – guitarras, backing vocals
- Anthony Kiedis – vocal
- Chad Smith – bateria